# La Revue du cinéma (1946-1992)
Ne doit pas être confondu avec La Revue du cinéma (1928-1949).
La Revue du cinéma est une revue française de cinéma, fondée en 1946 et publiée sous ce titre de mars 1969 à octobre 1992.

## Historique
Fondée en 1946 sous le titre Informations UFOCEL et éditée par l'Union française des offices de cinéma éducateur laïques, la revue est renommée Image et Son en 1953. Elle devient La Revue du cinéma en mars 1969, tout en gardant la formule « Image et Son » en sous-titre jusqu'en décembre 1982.
Elle est à ses débuts d'inspiration humaniste et de gauche, proche du réseau des ciné-clubs. Au début des années 1980, La Revue du cinéma absorbe la revue Écran. C'est pendant la décennie qui suit que La Revue du cinéma connaît ses plus forts tirages. Sous l'impulsion de Jacques Zimmer, une coopérative de critiques est créée pour poursuivre la publication dans les années 1990.  
Son dernier numéro (no 486) est publié en octobre 1992. Elle renaît deux mois plus tard sous le titre Le Mensuel du cinéma. La revue se veut alors luxueuse ; ce nouveau support cesse de paraître dès juin 1994 (no 18).